# Begonia steyermarkii
Espèce
Begonia steyermarkii est une espèce de plantes de la famille des Begoniaceae.
L'espèce fait partie de la section Doratometra.
Elle a été décrite en 1955 par Lyman Bradford Smith (1904-1997) et Bernice Giduz Schubert (1913-2000).

## Répartition géographique
Cette espèce est originaire des pays suivants : Guyana ; Venezuela.